# Mariano Pagés
Mariano Pagés (* 6. Januar 1922 in San Juan; † 18. Dezember 2009 in Buenos Aires) war ein argentinischer Bildhauer. Seine Arbeiten finden sich in mehreren Ländern weltweit; 1996 stellte er in Deutschland aus.

## Auszeichnungen
- 1955: 3. Preis des Salón Manuel Belgrano
- 1960: Preis des Bildungsministeriums
- 1960: Förderpreis des 40. Salón Nacional
- 1961: Preis des Salón Municipal de Buenos Aires
- 1962: Gran Premio de Honor Presidencia de la Nación
- 1982: Erster Preis des 47. Salón Nacional de Bellas Artes
- 1982: Stiftung Konex-Preis für Keramik

Weitere Auszeichnungen erhielt Pagés in San Juan (1946), Mendoza (1947-1948-1949), La Plata (1957) und Santa Fe (1959).

## Werke
- Denkmal in Alvear, Mendoza

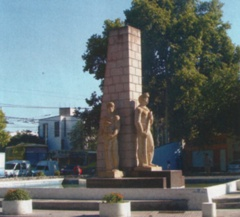
Denkmal des Cacique Guaymallén in Guaymallén, Mendoza.

- Marmorfigur, Friedhof Flores, Buenos Aires
- Denkmal für Cacique Guaymallén in Guaymallén, 3 Steinfiguren, Mendoza (1949/1951)
- Denkmal für Carlos Gardel im Stadtviertel Abasto de Buenos Aires, Bronzefigur, 2,4 m, (2000)